# Transpirinenca
La ruta transpirinenca consisteix en la travessa dels Pirineus de punta a punta, des del cantàbric fins a la Mar Mediterrània (o a l'inrevés).
Hi ha dos senders de gran recorregut (GR's) que permeten la travessa: el GR 11, pel vessant sud i el GR 10 pel nord. A més a més, hi ha tota una sèrie de variants que combinen etapes dels dos GR's o bé n'estableixen de noves, com per exemple l'Alta Ruta Pirinenca que va idear George Véron. Essencialment, aquesta llarga caminada es realitza a peu per camins marcats. No obstant això, també es fa: corrents (running); escalant per les crestes; en bicicleta (BTT i monocicle); en esquís; i d'altres variants.

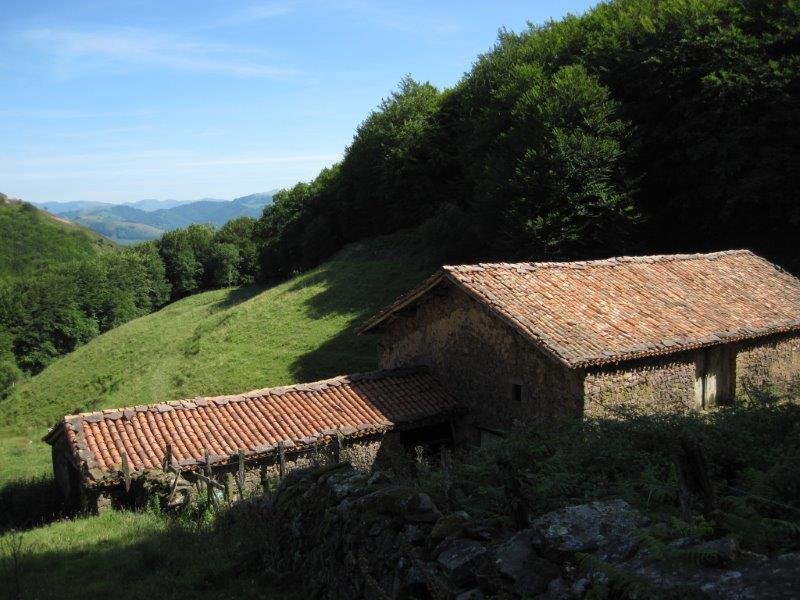
Caserío de Baztan-David Mengual

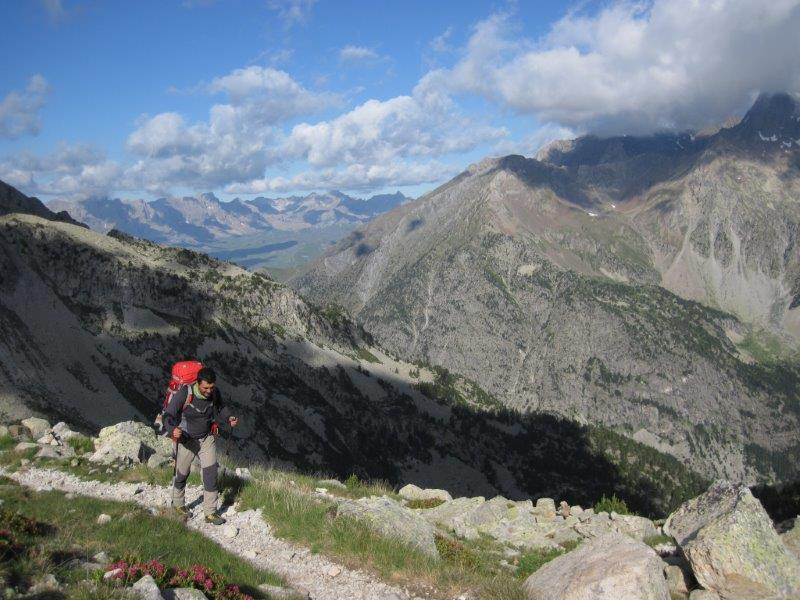
Pujada al coll de Brazato des de la casa de Piedra - David Mengual

## Història

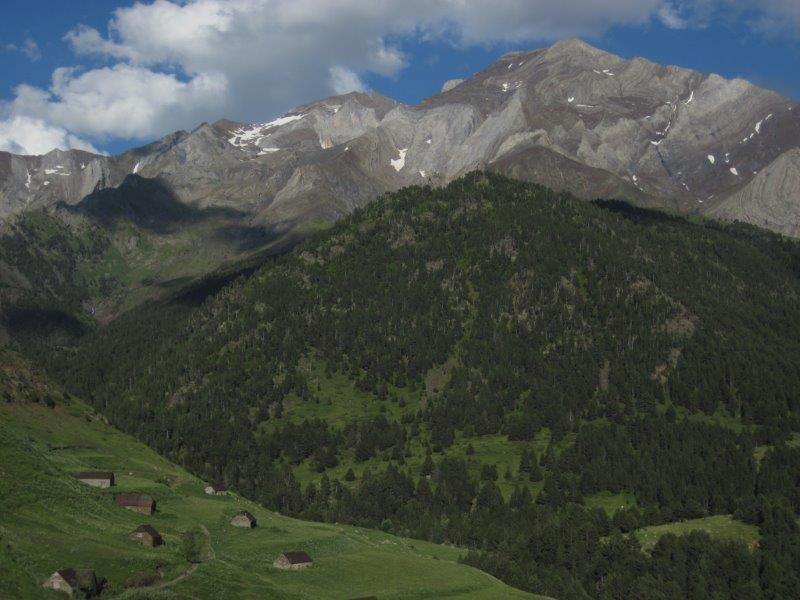
Posets i bordes de Biadós - David Mengual

Els primers grans caminants del Pirineu van ser els pastors nòmades. Tot fa pensar que petits grups de les edats del ferro i del bronze es movien en les rutes de la transhumància o en la cerca d'animals. De fet, alguns dels passos i colls més significatius dels Pirineus van començar a creuar-se en la prehistòria. Ha estat, però, durant l'època contemporània quan la Transpirineca s'ha consolidat com «una travessa de muntanya que ha esdevingut una fita i un somni alhora per molts muntanyencs. De descripcions de la travessa dels Pirineus n'hi ha moltes. Des de les històriques, encetades per Parrot o Tonelle, a les més modernes, de caràcter marcadament esportiu, amb rutes ràpides i horaris espectaculars». Friedrich Wilhelm Parrot és el primer del qual tenim coneixement que fes la travessa sencera dels Pirineus. Aquest naturalista i explorador alemany va sortir a peu de casa seva, a Estrasburg, i va iniciar el viatge a la platja de Canet l'any 1817. Pel camí va enfilar-se a alguns tres mils on no havia estat mai ningú, com la Maladeta i el Perdiguero. Dos anys més tard, Parrot va coronar el mont Ararat mentre buscava l'arca de Noè.
Un dels primers a realitzar la transpirinenca al segle XX fou el francès Jean Bepmale (1852-1921), diputat i alcalde de la localitat de Saint-Gaudens (Haute-Garone), que va realitzar la travessa l'any 1906, en trams de diverses setmanes, entre Banyuls i Saint-Jean-de-Luz. L'itinerari anava sobretot pel vessant sud i comptava amb l'ajuda de portejadors.
La pràctica i difusió de la Transpirinenca comença adquirir importància a partir dels anys setanta del segle xx. Segons informació facilitada per Daniel Cardona Pera, tenim coneixement de la travessa per part de membres del Centre Excursionista de Catalunya (CEC) anant del cap d'Higuer a Salardú entre el 25 de juliol i el 21 d'agost de 1975 i de Salardú a Port Bou entre l'1 i el 22 d'agost de 1977. La situació política d'aquells moments no aconsellava almenys en el País Basc seguir o travessar la frontera francesa, ja que a mitjans de juliol de 1974 s'havia decretat l'estat d'excepció en aquell territori. Els únics mapes disponibles del moment eren els de l'Instituto Geogràfico Catastral espanyols i els de l'Institute Géographique National francès tots ells a escala 1:50.000 i amb el problema que suposava que els espanyols deixaven en blanc la part francesa i els francesos deixaven en blanc la part espanyola, a banda de les evidents discrepàncies toponímiques.
L'itinerari seguit va ser una combinació entre la guia d'en Georges Véron i trams coneguts o intuïts pels mateixos excursionistes especialment en el vessant sud de la serralada.

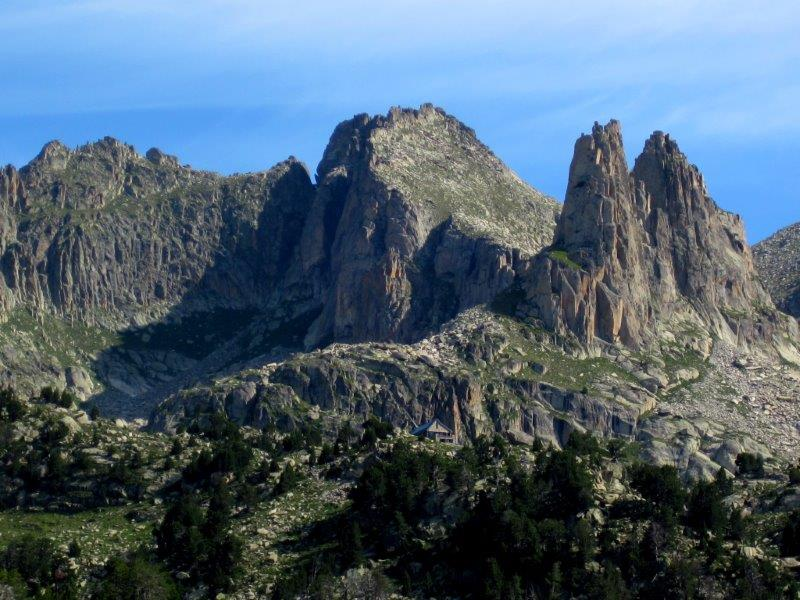
Agulles i refugi d'Amitges - David Mengual

La Transpirinenca també pot esdevenir un viatge interior i de coneixement de la naturalesa, que va més enllà de les dificultats tècniques i físiques. L'alpinista Henri Brulle reivindicà la dificultat a l'hora d'emprendre una aventura al mateix temps que definia el muntanyenc com un poeta-atleta: «Sap assaborir les escenes pintoresques i pastorals de la vall; li agrada retardar-se vorejant els llacs tranquils i blaus o seguint els viaranys del bosc; frueix llargament de les alçades i modera el pas per veure des de l'horitzó les nits o les tempestes; acampa sota una roca al clar de la lluna. Sap també afrontar les esquerdes i les parets amenaçadores, assaborint les sensacions intenses de perill. El que li parla al cor, però, és menys l'esport que la muntanya».

## Itineraris i etapes principals
La travessa es pot dividir en tres grans blocs pel seu vessant sud: País Basc i Navarra; Aragó; Pirineu Català i Andorra.
País Basc i Navarra: Etapes que transiten per massissos calcaris, alguns d'ells de naturalesa kàrstica, que de mica en mica s'aniran encimbellant. Turons humits, boscosos, on abunden els falguerars que a vegades dificulten la traça.
Aragó: Aquest nucli conté les elevacions màximes del Pirineu i també de la transpirinenca. És el Pirineu axial, de matriu granítica, on abunden les tarteres, els caos de roques i els grans desnivells. La vegetació és la típica d'alta muntanya i el sender va a buscar els colls d'alçada des d'on les panoràmiques resulten excelses. Depenent de l'any, caldrà preveure l'ús del piolet i (potser) els grampons, especialment a les cares nord.
Catalunya i Andorra: Catalunya i Andorra també contenen cims imponents per on la Transpirinenca busca els passos lògics. No obstant això, a poc a poc les grans masses de roques i les elevacions més altes s'aniran suavitzant per endinsar-nos en les fagedes, pinedes, suredes i alzinars que són el preludi del final de la travessa (o l'inici, segons com es contempli fer).
La Transpirinenca integral consta d'entre trenta-cinc i quaranta-cinc etapes per cobrir uns vuit-cents cinquanta kilòmetres i assolir un desnivell acumulat positiu de quaranta mil metres. La mitjana diària és d'entre divuit i vint-i-quatre kilòmetres.

## Itineraris
- GR 11: Transita bàsicament pels vessants sud dels Pirineus i, per tant, l'exposició a les geleres i pales de neu o glaç són menors.
- GR 10: Aquest itinerari recorre especialment els vessants nord dels Pirineus. A les zones l'alta muntanya convé tenir en compte l'opció de portar piolet i grampons, fins i tot a l'estiu.· Variants: o Combinatòria GR 11 i GR 10: Etapes (seguides pels autors del llibre El cor de les muntanyes,[7] que recull, revisats i ampliats, una sèrie d'articles de la revista Muntanya – vegeu bibliografia).

### Alta Ruta Pirinenca
Travessa dels Pirineus liderada per Georges Véron.
Existeix una molt notable iniciativa titulada “Alta Ruta Pirenaica Integral” que a més a més, constitueix el primer antecedent conegut d'una Transpirinenca hivernal, feta per promocionar l'esquí de muntanya. Aquesta iniciativa va ser realitzada per tres muntanyencs barcelonins i s'allargà durant 37 jornades, anant des del Cabo d'Híguer fins al Cap de Creus, assolint els cims més alts de cada Comunitat Autònoma (La Mesa de los Tres Reyes, L'Aneto i La Pica d'Estats, a més de l'emblemàtic cim del Canigó). L'experiència va ser escrita per Ferran Casanellas i publicada al nº 3 de la Revista Vèrtex, el 3r trimestre de 1966.

### Combinatòria Transpirinenca i Camí de Sant Jaume
Després de dos anys de preparatius, Enric Soler i Raspall deixava el Cap de Creus el 4 de juliol de 1993 i recorria, a peu i en solitari la distància que separa el Cap de Creus (Girona) del Cabo Fisterra (A Coruña). Va anar d'un lloc a l'altre caminant pel GR 11 (amb escasses variants) deixant aquest sender de llarg recorregut en arribar al Puerto de Ibañeta, on va enllaçar amb la Ruta Francesa del Camí de Sant Jaume, que prové de Saint Jacques Pied de Port (de manera que tècnicament es va quedar a quatre jornades de completar la Transpirinenca). El dia 25 de setembre arribava a Santiago de Compostela i el 4 d'octubre atenyia el Cabo Fisterra enmig d'una pluja tempestuosa que el va fer tornar l'endemà, per finalitzar amb bona meteorologia la travessada. Va esmerçar-hi 94 dies (encara que sempre ha afirmat que, d'haver tingut més temps li hagués agradat vagarejar més pels camins, ja que el seu objectiu no era fer més quilòmetres en el menor temps possible, sinó recuperar el valor dels camins, com a elements de trànsit cultural que han estat sempre). La seva experiència d'aquest “projecte” nomàdic, el va deixar escrit en el seu primer llibre Escolta, vent…; vivències que contraposaria, un any més tard, amb un projecte sedentari que acabà esdevenint el seu segon llibre: Un estiu de guaita –vegeu bibliografia.
Per la seva banda, el gironí Agustí Palau i Gibert, en llegir el llibre d'Enric Soler (un amic comú els havia presentat i d'ençà d'aquell dia s'havien trobat en diverses ocasions) va trobar un punt de connexió entre el llibre Escolta, vent… i el que ell personalment creia sobre el territori i les seves unions històriques. Engrescat amb la idea de refer el camí d'Enric Soler, es posà en camí (i completà la ruta) l'any 2003. Tristament traspassat l'any 2010, l'Agustí moria a Girona, a l'edat de 41 anys.
L'any 1996 mentre, l'Enric Soler projectava al Centre Excursionista de Terrassa (aleshores al Raval de Montserrat) l'audiovisual de la seva travessada, hi havia un espectador que va quedar impressionat amb aquell reportatge i amb aquella llarga caminada: en Jordi Colell i Malla. Anys més tard, seduït pel camí i amb disposició per fer-lo, als seus 46 anys, va emprendre la ruta. Jordi Colell deixava el Cap de Creus el mateix 4 de juliol que l'Enric ho havia fet, però onze anys més tard (el 2004). Va completar la Transpirinenca sencera, arribant al cap d'Híguer el 28 d'agost. Dos dies més tard es plantava a Orreaga, on entroncaria el seu caminar amb el Camí de Sant Jaume, sender que completaria el 5 d'octubre, al Cabo Fisterra. Va escriure el llibre Sol i amb la meva ombra (del qual ja se n'han imprès 4 edicions). És el creador de l'acrònim geerrista (dit d'algú que recorre els GR's –Senders de Gran Recorregut-).
Finalment, el 3 de setembre de 2012 i després d'haver vist i escoltat unes de les conferències de l'Enric Soler el juny del mateix any a la Biblioteca Joan Fuster de Gràcia (Barcelona), Miquel Àngel Ramos i Pinto va quedar meravellat i gràcies a una situació de temps lliure i ganes de conèixer el territori i gaudir en primera persona d'aquesta travessa, es va posar en marxa des del mateix Cap de Creus, d'igual manera que els seus antecessors. A diferència dels anteriors, però, la travessa seria a la tardor i part d'ella es va veure afectada per les pluges, el fred i fins i tot la neu. Seguint la idea que el camí és com la cançó d'Ítaca, popularitzada per en Lluís Llach, en Miquel Àngel Ramos, un cop acabat el GR11 el 20 d'octubre al Cap d'Híguer, va continuar pel Camí Interior Basc fins a Santo Domingo de la Calzada i des d'allà (ja pel Camí francés), va arribar el 25 de novembre a Santiago de Compostela. Tres dies més tard arribava sota la pluja (igual que li havia passat a l'Enric) i va aprofitar l'endemà per visitar el Far de Fisterra, el punt on els antics creien que era la fi del món. No tenint-ne prou amb els poc més de 1.600 km de travessa, va decidir continuar el seu camí vers el sud, tot seguint la costa fins a la ciutat lusitana de Porto, on arribava el 16 de desembre, després de prop de 2.000 km i 105 dies de travessa. Com diu la cançó, en Miquel Angel va pregar perquè el camí fos llarg i ple d'experiències; tot sabent on el començava, mai s'hagués pensat on l'acabaria....

### Corrents (running)
L'any 2010 l'esportista, muntanyenc i runner Kilian Jornet va aconseguir recórrer la Transpirinenca (d'Hondarribia al cap de Creus) en set jornades.

### Escalada
L'alpinista i pirineista Louis Audoubert amb el seu company Guy Panozzo l'any 1994 van fer la travessia de les crestes del Pirineu des de les primeres roques de la Mediterrània fins al cim de Larrun sobre el Cantàbric recorrent 750 quilòmetres i assolint 913 cims. Van fer cims fàcils, però també agulles i cims difícils. Van fer 49 bivacs i 180.000 metres de desnivell dels quals 3.000 van ser en ràpel.

### D'altres variants
En monocicle, en bicicleta de carreres, en moto, etc. (Jordi Franch).